# Workout (Hank Mobley)
Workout è un album di Hank Mobley, pubblicato dalla Blue Note Records nel marzo del 1962. Il disco fu registrato il 26 marzo del 1961 al Van Gelder Studio di Englewood Cliffs, New Jersey (Stati Uniti).

## Tracce
Lato A
1. Workout – 10:00 (Hank Mobley)
2. Uh Huh – 10:45 (Hank Mobley)

Lato B
1. Smokin' – 7:28 (Hank Mobley)
2. The Best Things in Life Are Free – 5:16 (Lew Brown, Buddy DeSylva, Ray Henderson)
3. Greasin' Easy – 6:59 (Hank Mobley)

## Musicisti
- Hank Mobley - sassofono tenore
- Grant Green - chitarra
- Wynton Kelly - pianoforte
- Paul Chambers - contrabbasso
- Philly Joe Jones - batteria